# Scheldeprijs 1942
De 31ste editie van de wielerwedstrijd Scheldeprijs werd gereden op 26 juli 1942. De wedstrijd begon in Schoten en eindigde 160 kilometer later in Schoten.
De zege ging naar de Belg Lode Busschops.

## Uitslag
| Scheldeprijs 1942 |                  |      |
| Plaats            | Naam             | Tijd |
| Winnaar           | Lode Busschops   | ?    |
| 2                 | Lode Janssens    | ?    |
| 3                 | Hector Bruneel   | ?    |
| 4                 | Félix De Raes    | ?    |
| 5                 | Eugène Jacobs    | ?    |
| 6                 | Jacques Geus     | ?    |
| 7                 | Edward Vissers   | ?    |
| 8                 | Stan Ockers      | ?    |
| 9                 | Frans Van Hassel | ?    |
| 10                | Ernest Thyssen   | ?    |